# Parque Ambiental Ipiranga
O Parque Ambiental Ipiranga está localizado no bairro Jundiaí em Anápolis, Goiás e foi inaugurado em 2010. Trechos do parque foram assentados sobre uma antiga floricultura municipal onde se preservou a cobertura vegetal antes existente, com árvores nativas e cinquentenárias. O restante do parque foi assentado sobre uma área antes abandonada.

## Estrutura
O parque conta com: 
pista de caminhada;
pista para ciclismo/patins;
caramachões;
um mirante que dá vista para todo o parque;
pequeno bosque;
teatro de arena;
área de ginástica para pessoas da 3ª idade;
banheiros;
quiosques;
orquidário;
centro de estudos ambientais;
lanchonetes,área de lazer para as crianças.

## Galeria

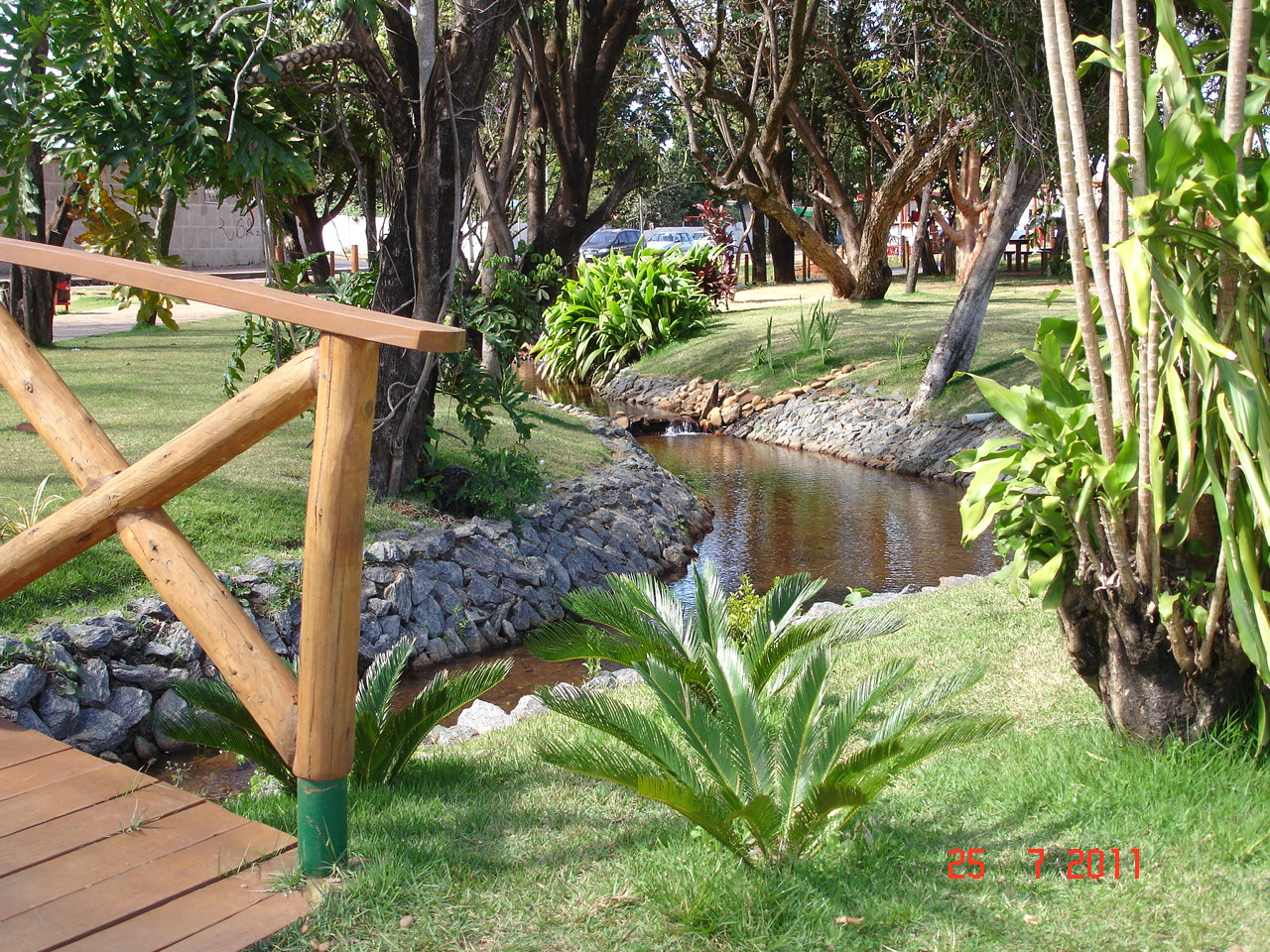
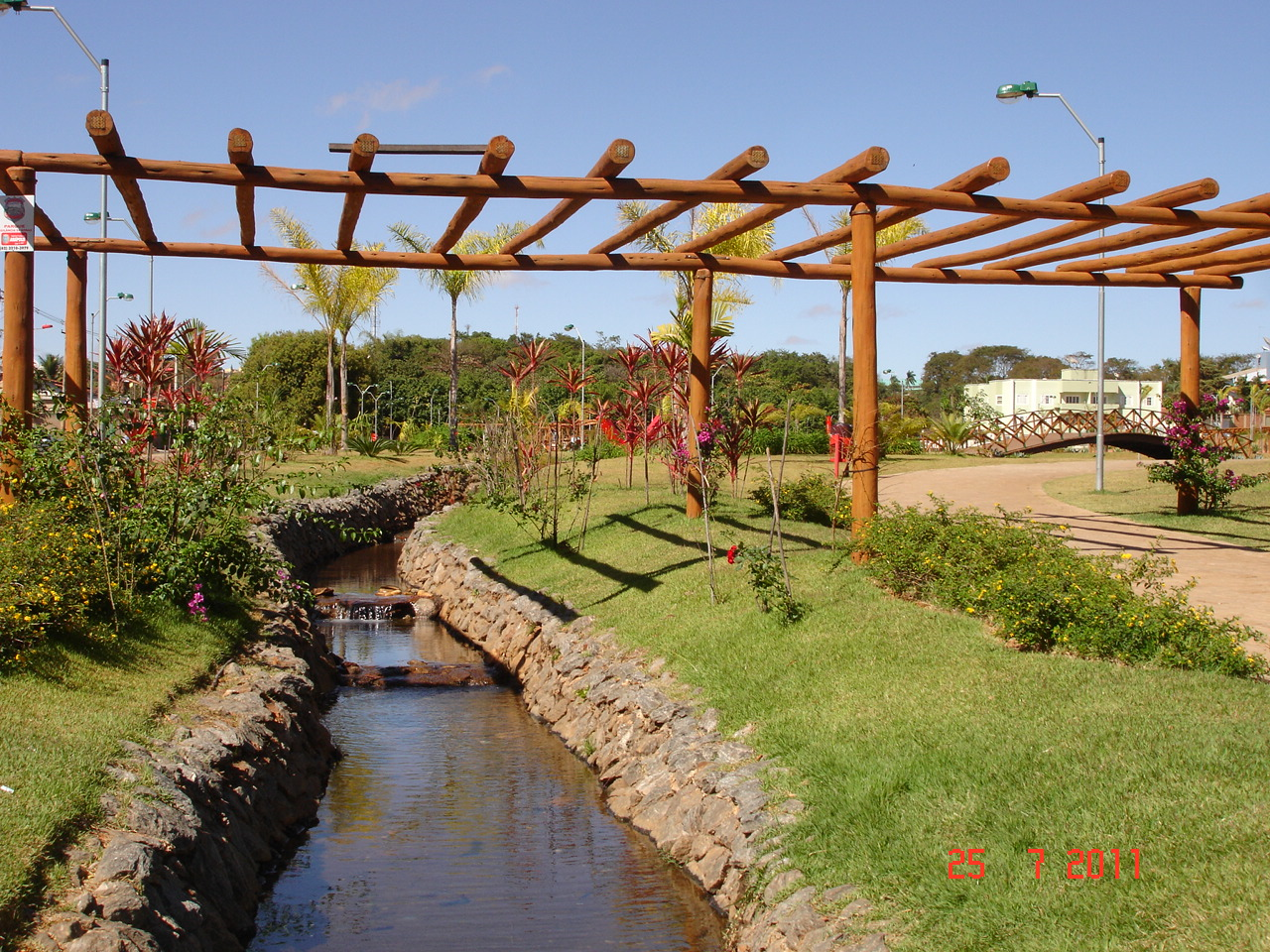
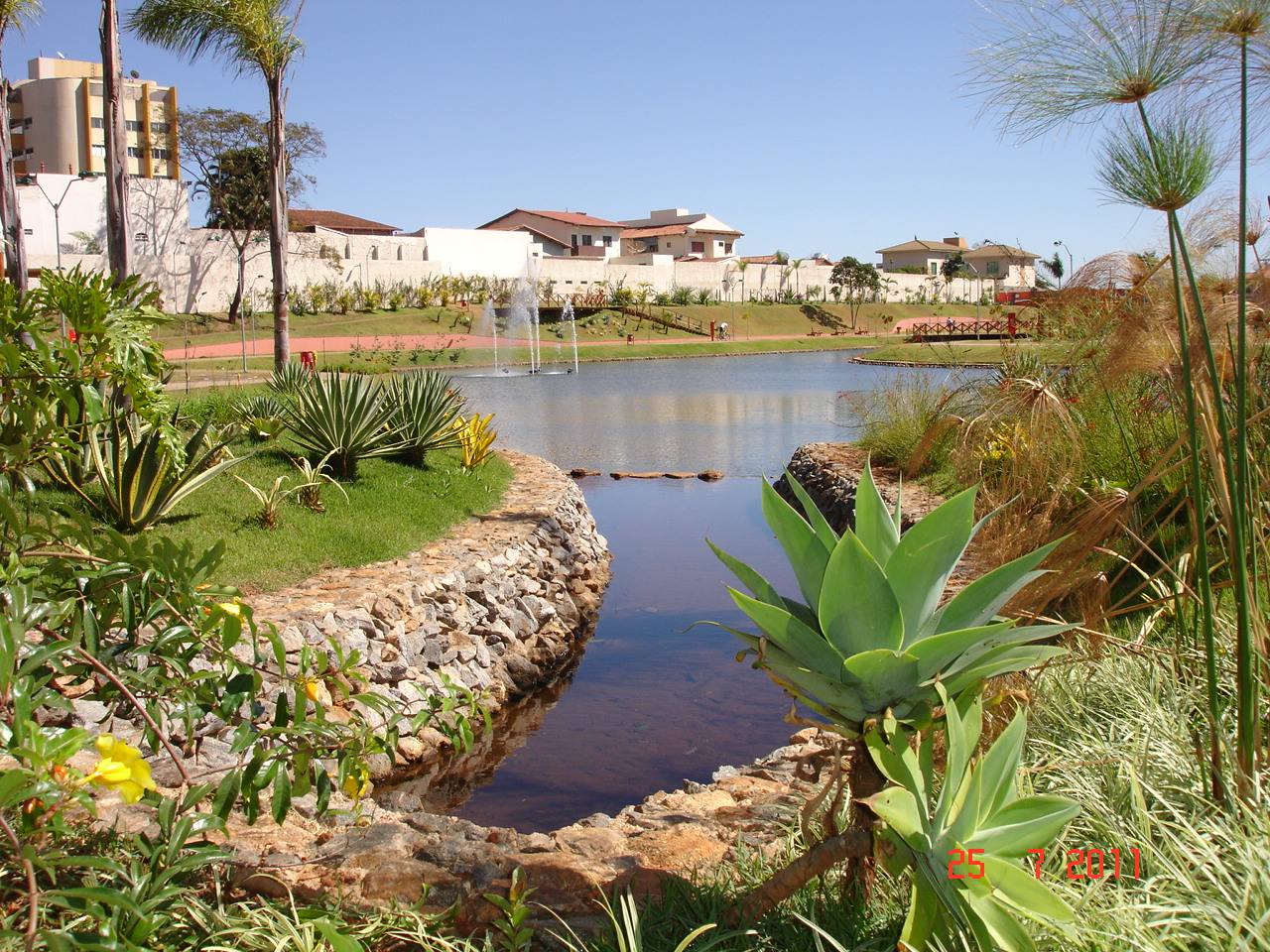
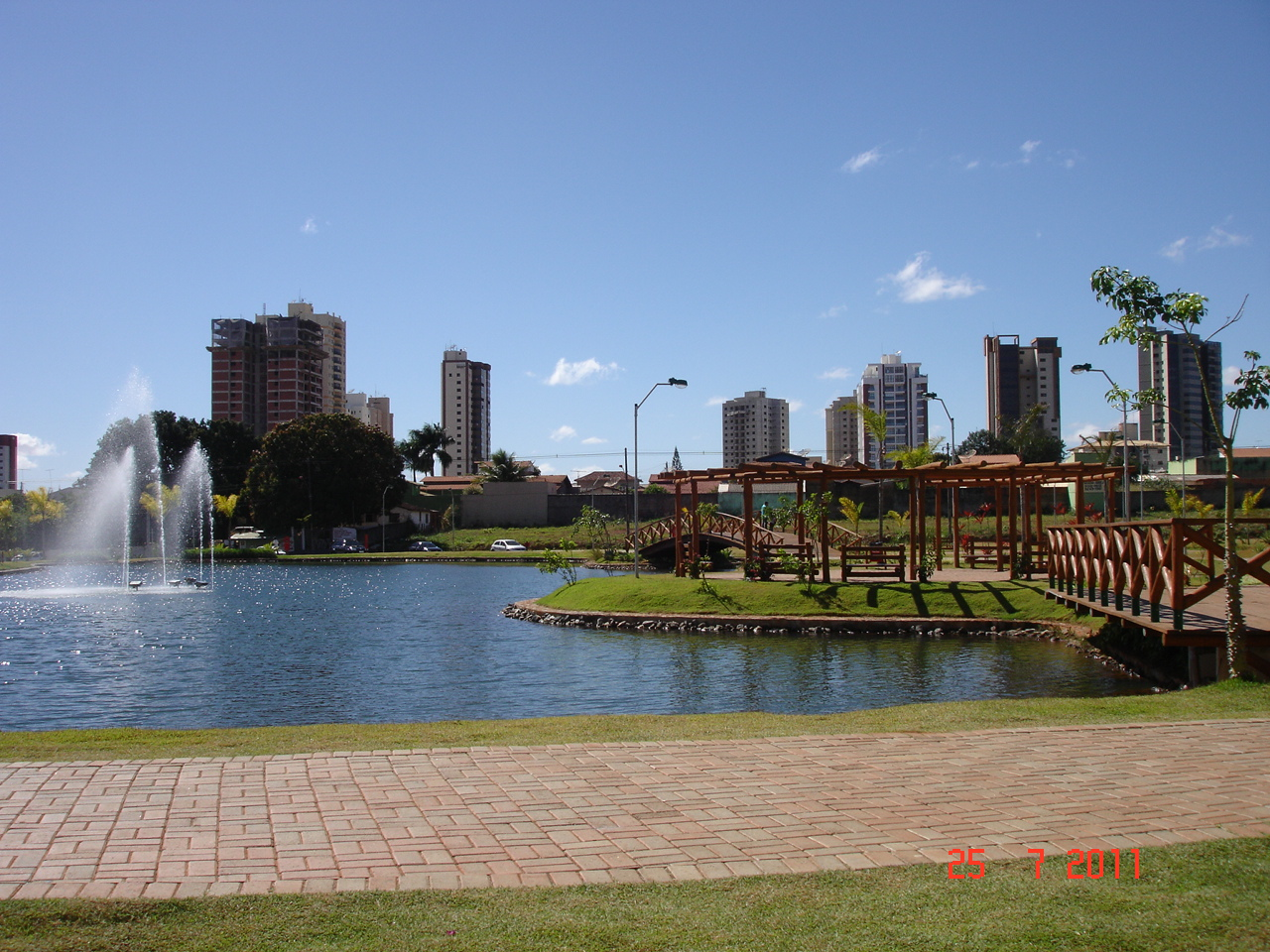